# Vikingmetal
Vikingmetal is een folkmetalvariant die verwijst naar de Vikingtijd waarbij melodieën en klanken worden gebruikt die Oudnoords overkomen. De songteksten gaan meestal over de mythologie, het heidendom, de geschiedenis en oorlogen van de Vikingen.
Het muziekgenre kent verwantschap met de black metal. Zoals de leden van blackmetalbands zich wel uitdossen met corpsepaint en pinnen, zo kleden leden van Vikingmetalbands zich als Vikingen door zich in pelsen te steken en bijvoorbeeld een drinkhoorn aan hun riem te dragen. De Duitse band Faithful Breath trad begin jaren 80 als eerste metalband op in Vikingoutfit, maar tekstueel gezien behoorde deze groep niet tot het Vikingmetalgenre. Veel bands gebruiken in de vormgeving runen of daarop gelijkende letters om zich daarmee als Vikingmetal te profileren.
Deze folkvariant won dermate aan populariteit dat deze is uitgegroeid tot een genre apart.

## Vikingrock
De aanverwante rockvariant heet Vikingrock. Veel van die bands komen uit Zweden, maar ook uit andere Noordse landen.